# Chandra Wilson
Chandra Wilson (Houston, Texas, 27 de agosto de 1969) é uma atriz norte americana ganhadora do Screen Actors Guild Award, conhecida por seu papel de destaque como a Dr.ª Miranda Bailey na série Grey's Anatomy do canal de televisão americano ABC.
Chandra Wilson começou a carreira em musicais aos cinco anos de idade, com a companhia de teatro Theatre Under the Stars (TUTS). Frequentou a escola de Atuação e Artes Visuais de Houston, e depois se formou em Drama na Escola de Artes NYU. Lá, passou quatro anos treinando no Lee Strasberg Theatre Institute.
Teve um papel na série Bob Patterson e entre seus numerosos créditos para a televisão, estão as participações especiais em The Sopranos, Law & Order, Law & Order: Special Victims Unit, Sex and the City, Third Watch, 100 Centre Street Cosby e The Cosby Show.
A atriz teve papéis fixos em One Life to Live e Queens Supreme, além de protagonizar Sexual Considerations. No cinema Wilson actuou em Lone Star e Philadelphia.
Wilson chegou a dirigir alguns episódios, como o Give Peace a Chance (episódio 7). Esse episódio foi o primeiro dirigido por ela na série. Houve um segundo episódio, Push.